# فاسكو جواكيم روشا فييرا
فاسكو يواكيم روشا فييرا (16 أغسطس 1939 - 22 يناير 2025)، هو ضابط في الجيش البرتغالي. وزير الجمهورية السابق لجزر الأزور وآخر حاكم لماكاو عندما كانت المنطقة تحت الإدارة الإستعمارية البرتغالية.